# Arthur Holmes

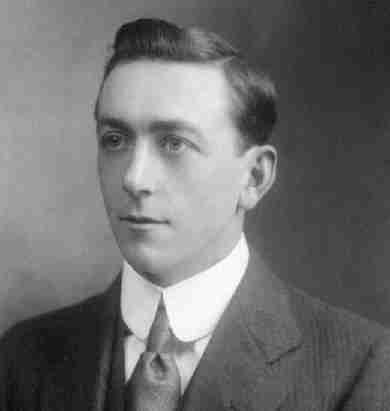
Arthur Holmes

Arthur Holmes (ur. 14 stycznia 1890 w Hebburn, zm. 20 września 1965 w Londynie) – brytyjski geolog i geofizyk, profesor Uniwersytetu w Durham (1924-1943) i Uniwersytetu w Edynburgu (1943-1956). Jako pierwszy badacz podał datowania radiometryczne okresów geologicznych. Rozwinął on teorię prądów konwekcyjnych w płaszczu Ziemi.

## Życiorys
Jego ojcem był stolarz meblowy David Holmes, a matką Emily Dickinson. W młodości uczęszczał do Gateshead High School niedaleko Newcastle upon Tyne. Wyniki egzaminów umożliwiły mu podjęcie studiów na Imperial College London, które rozpoczął w 1907 na wydziale fizyki. W trakcie studiów jego zainteresowanie przykuły badania dotyczące radioaktywnych minerałów występujących w skorupie ziemskiej, które sprawiły, że coraz bardziej zaczął interesować się geologią. Po ukończeniu studiów zatrudnił się w przedsiębiorstwie poszukującym minerałów w Mozambiku. Podczas ekspedycji bardzo ciężko zachorował na malarię, która omal nie doprowadziła do jego śmierci. Po powrocie do Londynu w 1912 roku został asystentem na Wydziale Geologii macierzystej uczelni, zaś w 1917 roku obronił tam doktorat. W latach 1920–1924 przyjął posadę naczelnego geologa Yomah Oil Company, która poszukiwała złóż surowców w Birmie, jednakże błędnie finansowana organizacja upadła, co zmusiło Holmesa do powrotu do Wielkiej Brytanii. Objął wtedy nowo powstałą Katedrę Geologii na Uniwersytecie w Durham, najpierw jako profesor nadzwyczajny (reader), a od 1925 jako profesor zwyczajny. W 1943 przeniósł się do Edynburga, gdzie objął stanowisko na tamtejszej uczelni, a w 1944 roku został wybrany członkiem (fellow) Królewskiego Towarzystwa w Edynburgu. Ze względu na pogarszający się stan zdrowia, Holmes zrezygnował ze stanowiska na Uniwersytecie Edynburskim, zaś Senat tej uczelni nadał mu zwyczajowy tytuł profesora emerytowanego (Professor Emeritus). 

### Badania geologiczne
W 1911 Holmes opublikował artykuł, w którym przedstawił wyniki pierwszego udanego datowania izotopowego skał poprzez zwrócenie uwagi na okres rozpadu uranu .
Już w 1913 w swojej książce The Age of the Earth ("Wiek Ziemi") postulował, aby większą uwagę zwracać na metody datowania wieku skał oparte na promieniowaniu, niż na inne, takie jak metoda geologicznej sedymentacji, czy też oparte na hipotezie o globalnym ochładzaniu powierzchni ziemskiej . 
Holmes popierał również teorię wędrówki kontynentów zaproponowaną przez Alfreda Wegenera w 1912 roku. W 1929 brytyjski profesor przedstawił Towarzystwu Geologicznemu w Glasgow swoje poglądy na ten temat twierdząc, że ciepło z wnętrza ziemi transportowane ku górze poprzez ładunki konwekcyjne jest główną przyczyną odpowiedzialną za procesy masowych ruchów skorupy ziemskiej. Był jednym z czołowych obrońców głównych postulatów Wegenera, dzięki czemu jego teoria zaczęła być brana na poważnie w szerszych kręgach naukowych.

### Życie prywatne
W 1914 roku poślubił Margaret Howe, z którą osiedlił się w Chelsea. Po jej śmierci w 1938 roku, w 1939 Holmes pojął za żonę Doris Livesey Reynolds, uznaną petrolożkę, również pracującą wtedy na Uniwersytecie w Durham. Z pierwszego małżeństwa miał dwóch synów, z których jeden zmarł w wieku trzech lat na dyzenterię przebywając wraz z Arthurem Holmesem w Birmie. Drugi syn, Geoffrey, przeżył ojca i obdarzył go czworgiem wnucząt.

## Ważniejsze dzieła
- The age of the earth, Harper & Brothers, Londyn, 1913.
- The nomenclature of petrology, with references to selected literature, Thos Murby, Londyn, van Nostrand, Nowy Jork, 1920.
- Petrographic methods and calculations with some examples of results achieved, Thos Murby, London, 1921.
- Radioactivity and Earth Movements, Trans Geological Soc, Glasgow, wolumin 18, ss. 559–606.
- Principles of Physical Geology, Thomas Nelson & Sons, 1944.
- The Phanerozoic time-scale; a symposium dedicated to Professor Arthur Holmes, Geological Society, London, 1964.